# Cacaks Rana
Cacaks Rana o también Čačaks Frühe es una variedad cultivar de ciruelo (Prunus domestica), de las denominadas ciruelas europeas.
Una variedad de ciruela que se creó en 1961 en el "Instituto de Fruticultura de Čačak", en Yugoslavia (hoy Serbia).
Las frutas tienen un tamaño de mediano a grande, con la piel color rojo oscuro recubierta de pruina, espesa, violácea, sutura con línea poco visible, de color algo más oscuro que el fruto; pedúnculo de longitud medio, grosor medio, leñoso, con escudete muy marcado, y pulpa color amarillo ámbar, textura de firmeza media suave, jugo medio-alto, y sabor con buen aroma, agradablemente dulce.

## Sinonimia
- "Čačanská rana",
- "Čačaks Frühe",
- "Câcânska rana",
- "Čačanská raná",
- "Čačaks",
- "Cacaks Vroege".

## Historia
'Cacaks Rana' variedad de ciruela que se creó en 1961 en el "Instituto de Fruticultura de Čačak", Yugoslavia (hoy Serbia), mediante el cruce de 'Wangenheimer' como "Parental Madre" x el polen de 'Hauszwetschge (Pozegaca)' como "Parental Padre". Fue creada por el equipo formado por Staniša A. Paunović, Milisav Gavrilović y Petar Mišić. Entró en circuitos comerciales en 1975. La variedad se utiliza ampliamente en la fruticultura comercial.
'Cacaks Rana' variedad que se cultiva ampliamente en Alemania desde 1980 y se usa comercialmente porque tiene un buen rendimiento y los frutos son fáciles de transportar, también es tolerante a la sharka (una infestación viral que conduce a la muerte de toda la planta).

## Características
'Cacaks Rana' árbol de porte de crecimiento suelto, medio fuerte. La floración se considera relativamente temprana. La variedad se considera autofértil y sirve como buen donante de polen. Flor blanca, que tiene un tiempo de floración que comienza a partir del 15 de abril con el 10% de floración, para el 19 de abril tiene una floración completa (80%), y para el 1 de mayo tiene un 90% de caída de pétalos.
'Cacaks Rana' tiene una talla de tamaño mediano a grande 32 a 48 gr, de forma oblongo ovalados, claramente asimétrico; epidermis tiene una piel rojo oscuro recubierta de pruina, espesa, violácea, sutura con línea poco visible, de color algo más oscuro que el fruto; pedúnculo de longitud medio, grosor medio, leñoso, con escudete muy marcado, muy pubescente, con la cavidad del pedúnculo estrecha, poco profunda, rebajada en la sutura y más levemente en el lado opuesto; pulpa de color amarillo ámbar, textura de firmeza media suave, jugo medio-alto, y sabor con buen aroma, agradablemente dulce.
Hueso con buenas propiedades de deshuesado, grande, alargado, asimétrico, con el surco dorsal muy ancho y profundo, los laterales más superficiales, zona ventral poco sobresaliente, superficie rugosa.
Su tiempo de maduración varía según la región y las condiciones climáticas, después de 'Katinka' y antes de 'Hanita', y corresponde aproximadamente desde finales de julio hasta principios de agosto. Los frutos se vuelven azules hasta 14 días antes de estar completamente maduros, con un alto rendimiento, y un fácil transporte.

## Usos
Se usa comúnmente como postre fresco de mesa, buena ciruela para enlatados y adornos para tartas. La variedad se comercializa a menudo como fruta para hornear y tiene un rendimiento relativamente estable. Sin embargo, el sabor no siempre es convincente. A veces es rico en taninos y ácido, especialmente cuando se cosecha muy temprano o demasiado crecido.

## Cultivo
Variedad cultivada principalmente en Serbia y Alemania.
'Čačanska Rana' no debe confundirse con las variedades 'Čačanska Lepotica', 'Čačanska Najbolja', 'Čačanska Rodna' y 'Čačanski Šecer', que también llevan el nombre de la ciudad de Čačak y se cultivan en el "Institut za voćarstvo". Según BLE, la simple mención de Čačanska no es suficiente como indicación en el envase.

## Características y precauciones
Es susceptible a las enfermedades de la podredumbre de la madera y la corteza en lugares demasiado húmedos.
Es tolerante al Virus de la Sharka.